# Planská
Planská (německy Planskus) je ves v okrese Prachatice, vzdálená asi 1,4 km od vsi Ovesné (Haberles), na jejímž katastrálním území leží.

## Poloha
Nachází se na jihovýchodním okraji Libínské hornatiny, nad údolím Zlatého potoka, v nadmořské výšce 700 m.

## Historie
První písemná zmínka pochází z roku 1420. V roce 1890 měla 105 obyvatel, roku 1910 pak 98 obyvatel a v roce 1945 již jen 81 obyvatel (17 domů), výhradně Němců. Po jejich odsunu neobydlená ves chátrala, až zcela zanikla. V současnosti existuje již pouze jeden dům, používaný jako rodinný dům. Planská ( Planskus) ted' má 5 trvalých obyvatel.